# مرسدس-بنز سی‌ال‌اس۶۳ آام‌گ
مرسدس-بنز سی‌ال‌اس۶۳ آام‌گ یک خودروی با کارایی بالا از سری کلاس-سی‌ال‌اس مرسدس-بنز است که توسط شرکت مرسدس-آام‌گ مورد بهینه‌سازی قرار گرفته و فروش آن در سال ۲۰۰۶ آغاز شده‌است. نسل اول این خودرو در سال ۲۰۰۶ به‌عنوان جایگزینی برای مرسدس-بنز سی‌ال‌اس۵۵ معرفی شد؛ چرا که توان سی‌ال‌اس۵۵ نسبت به رقبایش در آن زمان زیاد نبود. از آنجا که سری سی‌ال‌اس مرسدس-بنز متعلق به خودروهای شرکتی است، در توسعهٔ هر نسل از این مدل از فناوری‌های پیشرفتهٔ مرسدس-بنز استفاده شده‌است.
از سال ۲۰۰۶ تا ۲۰۱۸، دو نسل از این مدل عرضه شد. در سال ۲۰۱۲، عرضهٔ یک مدل شوتینگ بریک هم آغاز شد. علاوه بر این، برای هر نسل از این مدل، یک مدل فیس‌لیفت هم عرضه شده‌است. مرسدس-بنز در نهایت، در سال ۲۰۱۹، مدل سی‌ال‌اس۵۳ را جایگزین سی‌ال‌اس۶۳ کرد و توسعهٔ سی‌ال‌اس۶۳ پس از ۱۲ سال متوقف شد.
بیشترین فروش سری سی‌ال‌اس و سری ئی، به سال ۲۰۱۱ بازمی‌گردد، که با فروش ۳۴۰ هزار دستگاه، ۲۵٪ از فروش سالانهٔ مرسدس-بنز در سراسر جهان را به خود اختصاص دادند.

## پیشینه
مرسدس-بنز سی‌ال‌اس ۶۳ آام‌گ نخستین بار در سال ۲۰۰۶ و به‌عنوان جایگزینی برای مرسدس-بنز سی‌ال‌اس۵۵ معرفی شد. مرسدس-بنز طرح اولیهٔ این خودرو را در طرح مفهومی مرسدس-بنز ویژن سی‌ال‌اس ریخت که بعداً منجر به ساخت نخستین نسل سی‌ال‌اس؛ یعنی کلاس-سی‌ال‌اس دبلیو۲۱۹ شد. سی‌ال‌اس۵۵ خودروی موفقی بود و از بهترین انواع سری آام‌گ شناخته می‌شد. با این وجود، توان این خودرو در سال ۲۰۰۶ کم به نظر می‌رسید. برای جبران این کمبود، مرسدس-آام‌گ در این سال نخستین نسل سی‌ال‌اس۶۳ را عرضه کرد. این خودرو موتوری هشت‌سیلندر دارد که پیش از آن روی سری مرسدس-بنز کلاس-سی‌ال‌کا و کلاس-ئی نصب شده‌بود.

## نسل اول (۲۰۰۶–۲۰۰۸)
نسل اول این سری در سال ۲۰۰۶ و با قدرتی بیشتر از سی‌ال‌اس۵۵ عرضه شد. این خودرو یک کوپه چهار در بود که از فناوری‌های به‌روز مرسدس-آام‌گ، همچون سامانه ترمز پیشرفته آام‌گ و جعبه‌دندهٔ هفت‌دندهٔ ۷جی-ترانیک استفاده می‌کرد. این نوع جعبه‌دنده به راننده اجازه می‌داد که خودرو را به‌صورت تمام خودکار یا به‌صورت دستی کنترل کند. این خودرو یک موتور بنزینی وی۸ با ظرفیت ۶٬۲۰۸ سانتی‌متر مکعب (۶٫۲۰۸ لیتر) و قدرت ۵۱۴ اسب بخار (۳۸۳ کیلووات) داشت. گشتاور این مدل برابر ۶۳۰ نیوتن متر (۴۶۰ پوند نیرو-فوت) بود و بیشینهٔ سرعت آن به ۲۵۰ کیلومتر بر ساعت (۱۶۰ مایل بر ساعت) می‌رسید. شتاب ۰–۱۰۰ کیلومتر این نسل، ۴٫۵ ثانیه بود. وزن خالص این خودرو ۱٬۸۷۰ کیلوگرم (۴٬۱۲۰ پوند) بود. این خودرو از فناوری میل‌سوپاپ بالاسری دوتایی و سوخت‌رسانی انژکتوری بهره می‌برد. طول این خودرو ۴٬۹۱۰ میلیمتر (۴٫۹۱ متر)، عرض آن ۱٬۸۵۱ میلیمتر (۱٫۸۵۱ متر) و ارتفاعش ۱٬۴۰۳ میلیمتر (۱٫۴۰۳ متر) بود. با توجه به دیدگاه نویسندهٔ وبگاه کار اند درایور، در مقایسه با ب‌ام‌و ام۵، که از رقبای اصلی این خودرو به‌شمار می‌رفت، سی‌ال‌اس۶۳ دارای جعبه‌دندهٔ خودکار بود، اما شاسی ام۵ راحتی بیش‌تری نسبت به سی‌ال‌اس۶۳ داشت.
جعبه‌دندهٔ ۷جی-ترانیک سی‌ال‌اس۶۳، امکان تغییر سبک رانندگی بین سه سبک اسپورت، راحت و دستی را می‌دهد. سبک اسپورت، حدود ۳۰٪ سریع‌تر از حالت راحت و ۵۰٪ سریع‌تر از حالت دستی عمل می‌کند. تغییر سبک بین این سه حالت با فشردن دکمه‌هایی از داخل ماشین امکان‌پذیر است.
نوع جدیدی از سیستم‌های تعلیق که توسط آام‌گ توسعه داده‌شده‌بود روی این خودرو نصب شد. این سیستم تعلیق باعث افزایش فرمان‌پذیری سی‌ال‌اس۶۳ شده‌بود. محور جلویی خودرو ۳۵ میلی‌متر پهن‌تر شده و این موضوع، در قوس چرخ‌ها تأثیر گذاشته‌بود. رینگ این مدل از نوع رینگ‌های آلیاژی آام‌گ از فولاد سبک و با اندازهٔ پیش‌فرض ۱۸ اینچ بود که در صورت درخواست مشتری، به ۱۹ اینچ می‌رسید.
نخستین نسل سی‌ال‌اس۶۳، از استاندارد ایمنی پری-سیف بهره می‌برد. فناوری‌های این استاندارد، نقش آماده‌سازی خودرو و سرنشینان آن برای پاسخ مناسب به تصادف را بر عهده داشتند و می‌توانستند پیش از وقوع تصادف، احتمال آن را تشخیص دهند. از جملهٔ این فناوری‌ها، تحت فشار قراردادن کمربندهای ایمنی، تنظیم محل قرارگیری صندلی سرنشین جلو و بستن خودکار سانروف و پنجره‌ها در هنگام خطر لفزش خودرو است.

### فیس‌لیفت (۲۰۰۸–۲۰۱۱)

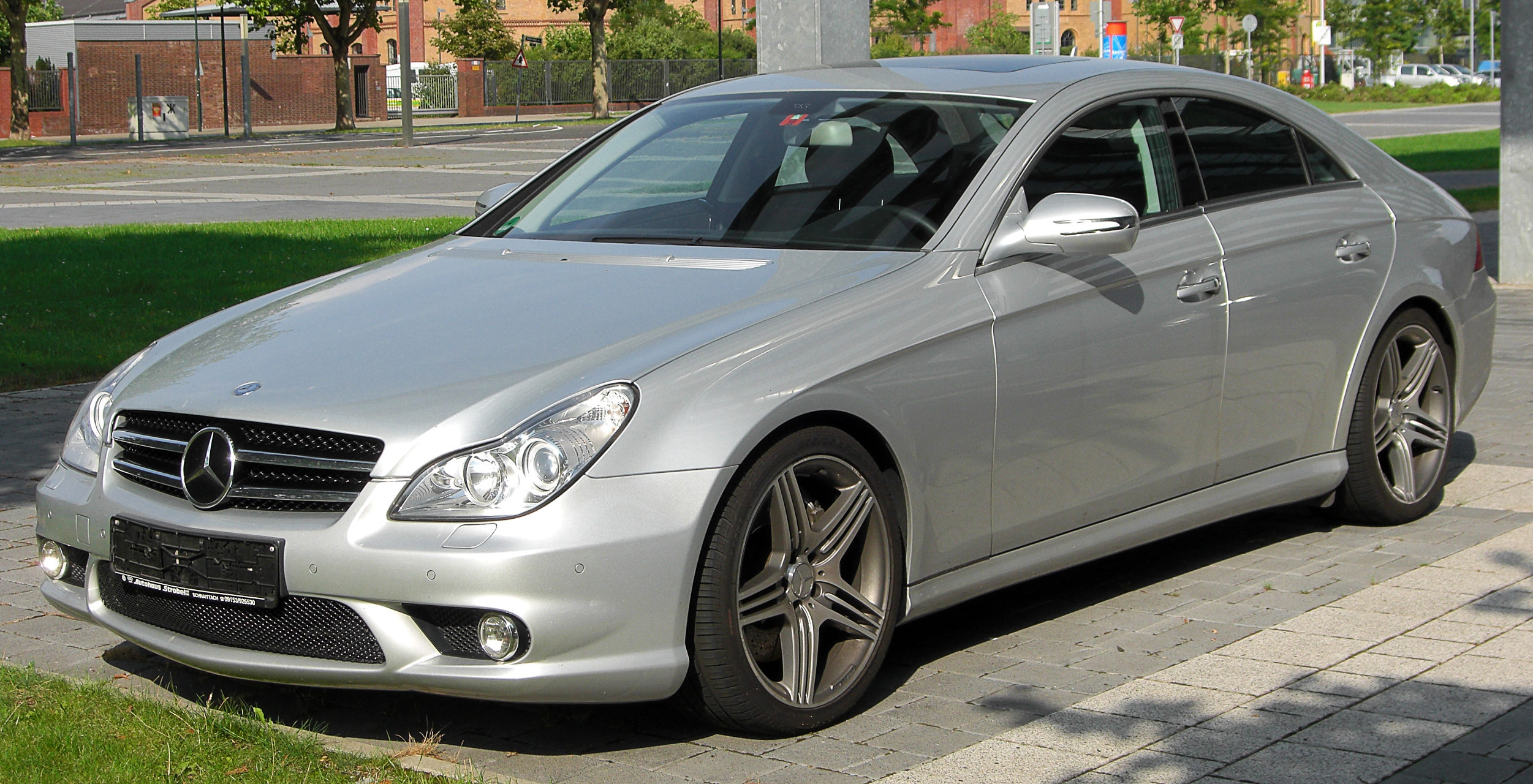
فیس‌لیفت نسل اول مرسدس-بنز سی‌ال‌اس۶۳

فیس‌لیفت مرسدس-بنز سی‌ال‌اس۶۳ در سال ۲۰۰۸ و با رونمایی از نسل جدید خودروهای سری سی‌ال‌اس، عرضه شد. مشابه نسل اول، این خودرو هم یک کوپه چهار در بود و همچون دیگر مدل‌های ۲۰۰۸، این مدل هم به نوعی کاهش‌دهندهٔ صدا مجهز شده‌بود. مدل‌های سال ۲۰۰۸، نوعی فیس‌لیفت از نسل اول بودند و تغییرات فنی هم در آن‌ها به چشم می‌خورد. در مقایسه با نسل پیشین، این نسل دارای جلوپنجرهٔ سه‌قسمتی و چراغ‌های راهنمای ال‌ئی‌دی بود. این نسل از جعبه‌دندهٔ ۷جی-ترانیک پلاس استفاده می‌کرد که نسبت به نسل پیشین، از قابلیت تازهٔ رها کردن دوتایی کلاچ در هنگام تعویض دنده بهره‌مند بود؛ این قابلیت به راننده اجازهٔ استفادهٔ بهتر از ویژگی‌های خودرو و حفظ تعادل بین بخش‌های آن در هنگام کاهش دنده را می‌دهد.
از لحاظ مشخصات فنی، فیس‌لیفت در مواردی ضعیف‌تر از نسل اول بود. برای مثال، قدرت این نسل ۵۰۷ اسب بخار (۳۷۸ کیلووات) بود که کاهشی هفت درصدی داشت. گشتاور خودرو ثابت مانده و وزنش به ۱٬۸۳۰ کیلوگرم (۴٬۰۳۰ پوند) کاهش یافته بود. بیشینهٔ سرعت این نسل هم ۲۵۰ کیلومتر بر ساعت (۱۶۰ مایل بر ساعت) بود و سرعت آن در ۴٫۱ ثانیه از ۰ به ۱۰۰ کیلومتر در ساعت می‌رسید. ظرفیت موتور این خودرو ۶٬۲۰۸ سانتی‌متر مکعب (۶٫۲۰۸ لیتر) بود، که تغییری نسبت به نسل پیشین خود نداشت. این خودرو هم از فناوری میل‌سوپاپ بالاسری دوتایی و سوخت‌رسانی انژکتوری بهره می‌برد. طول این خودرو ۴٬۹۱۷ میلیمتر (۴٫۹۱۷ متر)، عرض آن ۱٬۸۷۳ میلیمتر (۱٫۸۷۳ متر) و ارتفاعش ۱٬۴۳۰ میلیمتر (۱٫۴۳ متر) بود.
سی‌ال‌اس۶۳ فیس‌لیفت از چندین ویژگی ایمنی و امنیتی بهره‌مند بود. این خودرو دو کیسهٔ هوا در جلو برای راننده و سرنشین، کیسه‌های هوا در طرفین در جلو و عقب خودرو و نیز کیسه‌هایی برای محافظت از سر و زانوی سرنشینان داشت. علاوه بر این، کمربندهای ایمنی خودرو به‌طور خودکار به وضعیت مناسب برای سرنشین تنظیم می‌شدند. پشتی صندلی‌ها هم با ضربه به خودرو، کمی جابه‌جا می‌شدند تا احتمال جراحت از نوع واخوردگی گردن پایین آید.

## نسل دوم (۲۰۱۱–۲۰۱۴)
این نسل برای اولین بار در سال ۲۰۱۰ در نمایشگاه خودروی پاریس نمایش داده شده و تحویل آن به مشتریان در ژانویه ۲۰۱۱ آغاز شد. همچون نسل اول، این نسل هم یک کوپهٔ چهار در بود. مشخصات فنی در این نسل نسبت به نسل اول و فیس‌لیفت آن تغییر کرده‌بود و فناوری‌های موتور هم پیشرفت داشت. علاوه بر این، ظاهر خودرو هم پیرو تغییرات اساسی مرسدس-آام‌گ در سری‌های خود، و سری سی‌ال‌اس، تغییر یافته‌بود. این نسل، از ۷جی-ترانیک بهره نمی‌برد و به جعبه‌دندهٔ دیگری با نام اسپیدشیفت ام‌سی‌تی مجهز شده‌بود. این جعبه‌دنده هم هفت‌سرعته بود و نقش مهمی در صرفه‌جویی در مصرف سوخت و کاهش وزن این نسل داشت. این جعبه‌دنده همچنین اجازهٔ انتخاب بین چهار حالت «عملکرد کنترل‌شده»، «اسپورت»، «اسپورت پلاس» و «دستی» را می‌داد. حالت عملکرد کنترل‌شده، استفاده از هشت سیلندر را در هنگام رانندگی عادی غیرفعال می‌کرد. حالت اسپورت، به هر دنده اجازهٔ رسیدن به سرعت بالاتری را می‌داد و تغییر دنده هم ۲۰٪ سریع‌تر از حالت کنترل‌شده صورت می‌گرفت. اسپورت پلاس، ۲۰٪ دیگر هم به سرعت تغییر دنده اضافه می‌کرد و حالت دستی، سریع‌ترین حالت بود که ۱۰٪ دیگر هم به سرعت تغییر دنده اضافه می‌کرد؛ سرعت تغییر دنده در حالت دستی، ۵۰٪ بیشتر از حالت کنترل‌شده بود و هر تغییر در ۱۰۰ میلی‌ثانیه انجام می‌گرفت.
در این نسل، وزن خودرو به ۱٬۷۹۵ کیلوگرم (۳٬۹۵۷ پوند) کاهش یافته و نهایت سرعت آن، همچون دیگر خودروهای مرسدس-بنز، به ۲۵۰ کیلومتر بر ساعت (۱۶۰ مایل بر ساعت) می‌رسید. شتاب ۰–۱۰۰ خودرو هم برابر با ۴٫۴ ثانیه بود، اما در بعضی آزمایش‌ها به ۳٫۹ ثانیه می‌رسید. ظرفیت باک خودرو ۸۰ لیتر بود و از استاندارد یورو ۵ بهره می‌برد. موتور این نسل هم وی۸ بود و حجمی برابر ۵٬۴۶۱ سانتی‌متر مکعب (۵٫۵ لیتر) داشت. این نسل همچنین از توربوی دوگانه و سردکن سیال موتور دوگانه بهره می‌برد و به فناوری تزریق مستقیم بنزین و میل‌سوپاپ بالاسری دوتایی مجهز بود. قدرت موتور این نسل، ۵۲۵ اسب بخار (۳۹۱ کیلووات) بود و گشتاوری برابر ۷۰۰ نیوتن متر (۵۲۰ پوند نیرو-فوت) داشت. طول این خودرو ۴٬۹۴۰ میلیمتر (۴٫۹۴ متر)، عرض آن ۱٬۸۸۱ میلیمتر (۱٫۸۸۱ متر) و ارتفاعش ۱٬۴۱۶ میلیمتر (۱٫۴۱۶ متر) بود. مصرف سوخت این خودرو هم برابر ۲۸٫۵ مایل بر گالون بریتانیایی (۰٫۰۹۹ لیتر بر کیلومتر) بود.
ظاهر نسل دوم سی‌ال‌اس۶۳ هم دچار تغییرات اساسی شده‌بود. سپر، کاپوت و اطراف بدنه تغییر یافته و حالتی نو به خود گرفته‌بود. تمام قسمت‌های بدنه برای کاهش وزن از آلومینیوم و آلیاژهای آن ساخته شده‌بود. روکش صندلی این خودرو از جنس چرم ناپا بود. صندلی‌های خودرو از قابلیت ماساژ راننده هم برخوردار بودند. روکش صندلی‌ها و کابین داخلی خودرو به سه رنگ مشکی، خاکستری آلپاکایی و بژ بادامی قابل سفارش بودند.
در این نسل، یک بستهٔ جانبی با عنوان «بستهٔ افزایش عملکرد» عرضه شده‌بود که در صورت سفارش مشتری، این نسخه از خودرو تحویل داده می‌شد. این نسخه، ویژگی‌های فنی پیشرفته‌تری نسبت به نسخهٔ اصلی داشت. برای مثال، قدرت آن به ۵۵۰ اسب بخار (۴۱۰ کیلووات) می‌رسید و گشتاور آن برابر ۸۰۰ نیوتن متر (۵۹۰ پوند نیرو-فوت) بود. وزن آن همچنان ۱٬۷۹۵ کیلوگرم (۳٬۹۵۷ پوند) و بیشینهٔ سرعتش هم برابر ۲۵۰ کیلومتر بر ساعت (۱۶۰ مایل بر ساعت) بود. شتاب ۰–۱۰۰ این خودرو ۳٫۷ ثانیه بود و حجم موتور آن هم برابر با نسخهٔ اصلی بود. علاوه بر این، فناوری‌های به‌کاررفته در موتور هم تغییری نکرده و استاندارد خودرو همچنان یورو ۵ بود.
در سال ۲۰۱۴ و یک سال پیش از عرضهٔ فیس‌لیفت نسل دوم کلاس-سی‌ال‌اس، نسخه‌هایی تقویت‌شده از سی‌ال‌اس۶۳ عرضه شدند. اولین نسخه، یک خودرو با توان ۵۵۷ اسب بخار (۴۱۵ کیلووات) بود که از گشتاور ۷۲۰ نیوتن متر (۵۳۰ پوند نیرو-فوت) بهره می‌برد و در ۴٫۲ ثانیه به سرعت ۱۰۰ کیلومتر بر ساعت می‌رسید. این خودرو از استاندارد یورو ۶ بهره‌مند بود و وزنی برابر ۱٬۷۷۰ کیلوگرم (۳٬۹۰۰ پوند) داشت. دیگر مشخصات این مدل، تغییری نسبت به نسخهٔ اصلی نداشت. یک نسخهٔ فورماتیک از این خودرو هم با مشخصاتی مشابه عرضه شد؛ اما می‌توانست در ۳٫۷ ثانیه به ۱۰۰ کیلومتر بر ساعت برسد. مدل سوم، که با پسوند «اس» هم شناخته می‌شد، یک خودروی فورماتیک با توان ۵۸۵ اسب بخار (۴۳۶ کیلووات) و گشتاور ۸۰۰ نیوتن متر (۵۹۰ پوند نیرو-فوت) بود که در ۳٫۶ ثانیه به سرعت ۱۰۰ کیلومتر بر ساعت می‌رسید. دیگر مشخصات این خودرو، تغییری نسبت به نمونه‌های دیگر نداشت.
در تست تصادف مؤسسه تضمین ایمنی بزرگراه، مدل‌های کلاس-سی‌ال‌اس، که سی‌ال‌اس۶۳ نیز جزئی از آن‌ها بود، از هر لحاظ موفق عمل کرده و بالاترین امتیازات ایمنی را کسب کردند. این مدل‌ها هم از دو کیسهٔ هوا در جلو برای راننده و سرنشین، کیسه‌های هوا در طرفین در جلو و عقب خودرو و نیز کیسه‌هایی برای محافظت از سر و زانوی سرنشینان بهره می‌بردند. علاوه بر این، کمربندهای ایمنی خودرو به‌طور خودکار به وضعیت مناسب برای سرنشین تنظیم می‌شدند. پشتی صندلی‌ها هم با ضربه به خودرو، کمی جابه‌جا می‌شدند تا احتمال جراحت از نوع واخوردگی گردن پایین آید. این نسل همچنین به فناوری کنترل پایداری الکترونیکی سه مرحله‌ای مجهز شده‌بود. این نسل از فناوری دستیار فعال ماندن در خط، یک فناوری اختصاصی مرسدس-آام‌گ که در هنگام خارج‌شدن خودرو از خط و رخ‌دادن تصادف راننده را آگاه می‌کرد، مجهز بود.

### فیس‌لیفت (۲۰۱۵–۲۰۱۸)

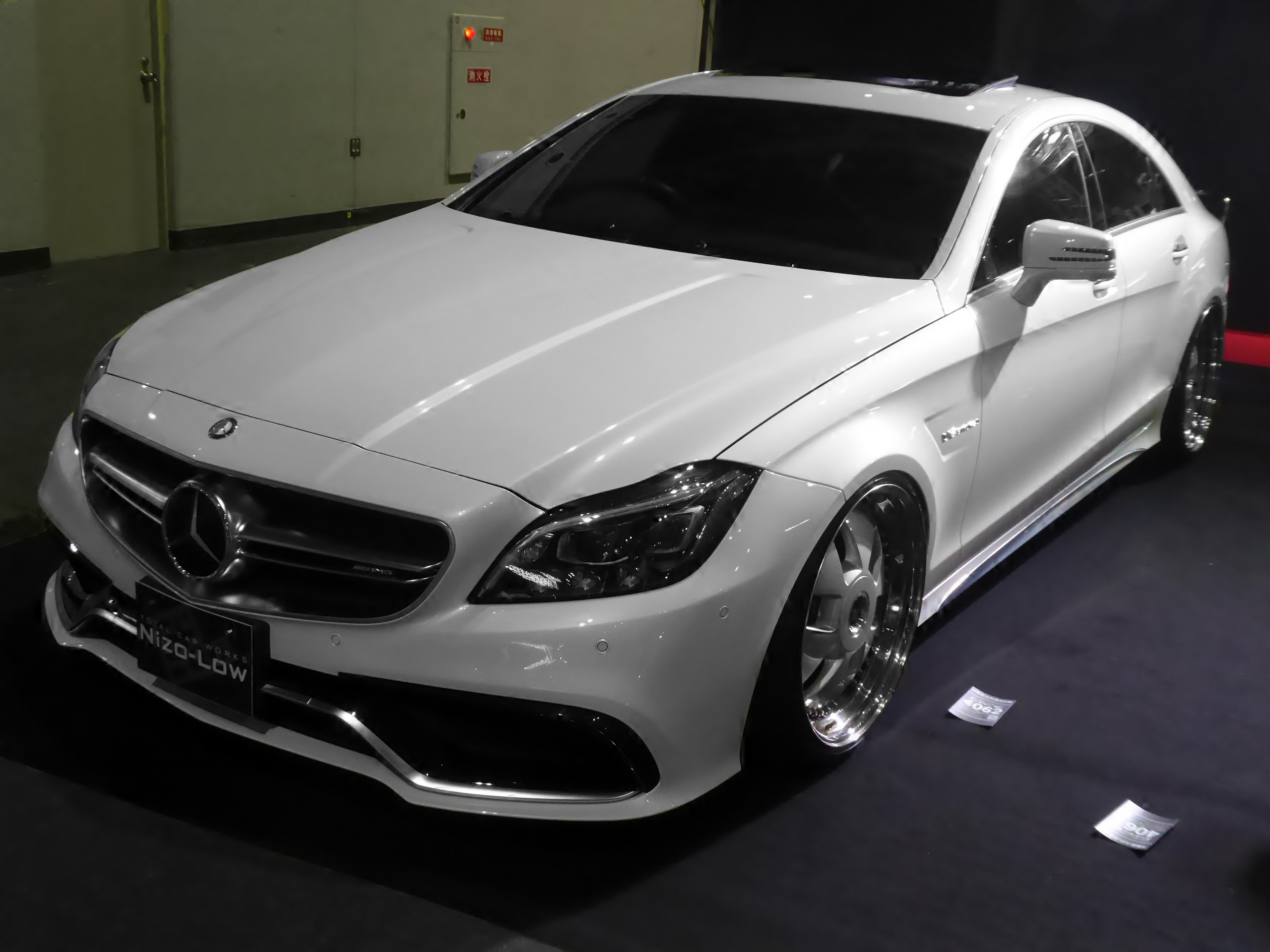
فیس‌لیفت نسل دوم مرسدس-بنز سی‌ال‌اس۶۳

در اواخر سال ۲۰۱۴، مرسدس-بنز یک نمونهٔ فیس‌لیفت از دومین نسل سری سی‌ال‌اس را عرضه کرد. سی‌ال‌اس۶۳ که همانند کلاس-سی‌ال‌اس تغییرات این فیس‌لیفت را دریافت کرده‌بود، یک کوپهٔ چهار در مشابه مدل استاندارد بود که با ارتقاهای متفاوتی همراه شده‌بود. از لحاظ ظاهری، جلوپنجرهٔ خودرو تغییر کرده و چراغهای آن به فناوری تازه‌ای مجهز شده‌بود که از یک دوربین برای متناسب‌کردن نوردهی چراغ‌ها با توجه به ترافیک و وضعیت جاده استفاده می‌کرد. سپر خودرو هم دچار تغییر شکل شده‌بود. داخل خودرو هم حالتی اسپورت‌تر به خود گرفته بود و در این مدل، به یک صفحه هشت‌اینچی مجهز شده‌بود. طول خودرو برابر ۴٬۹۹۵ میلیمتر (۴٫۹۹۵ متر)، عرض آن ۱٬۸۸۱ میلیمتر (۱٫۸۸۱ متر) و ارتفاعش ۱٬۳۹۶ میلیمتر (۱٫۳۹۶ متر) بود.
این نسخه در دو مدل معمولی و اس عرضه شد. هر دو نسخه از جعبه‌دندهٔ ام‌سی‌تی نسل دوم استفاده می‌کردند. مدل معمولی، وزن ۱٬۸۷۰ کیلوگرم (۴٬۱۲۰ پوند) داشت و توانش به ۵۵۷ اسب بخار (۴۱۵ کیلووات) می‌رسید. گشتاور این مدل هم برابر ۷۲۰ نیوتن متر (۵۳۰ پوند نیرو-فوت) بود. استاندارد این خودرو، یورو ۶ بود و در ۴٫۲ ثانیه به سرعت ۱۰۰ کیلومتر بر ساعت می‌رسید؛ ضمن آن که بیشینهٔ سرعتش همچنان به ۲۵۰ کیلومتر بر ساعت (۱۶۰ مایل بر ساعت) محدود شده بود. دیگر مشخصات فنی خودرو، تغییری نسبت به مدل اصلی نداشت. مدل اس، یک خودروی فورماتیک بود که مشخصات فنی بالاتری نسبت به نسخهٔ معمولی داشت. وزن این مدل به ۱٬۹۴۵ کیلوگرم (۴٬۲۸۸ پوند) رسیده بود و بیشینهٔ سرعتش بدون تغییر مانده بود. توان موتور خودرو، ۵۸۵ اسب بخار (۴۳۶ کیلووات) بود و گشتاور ۸۰۰ نیوتن متر (۵۹۰ پوند نیرو-فوت) داشت. شتاب ۰–۱۰۰ این مدل، ۳٫۶ ثانیه بود و دیگر مشخصه‌هایش ثابت مانده بود.

### نسخه‌های سفارشی

#### نسخهٔ استیلس

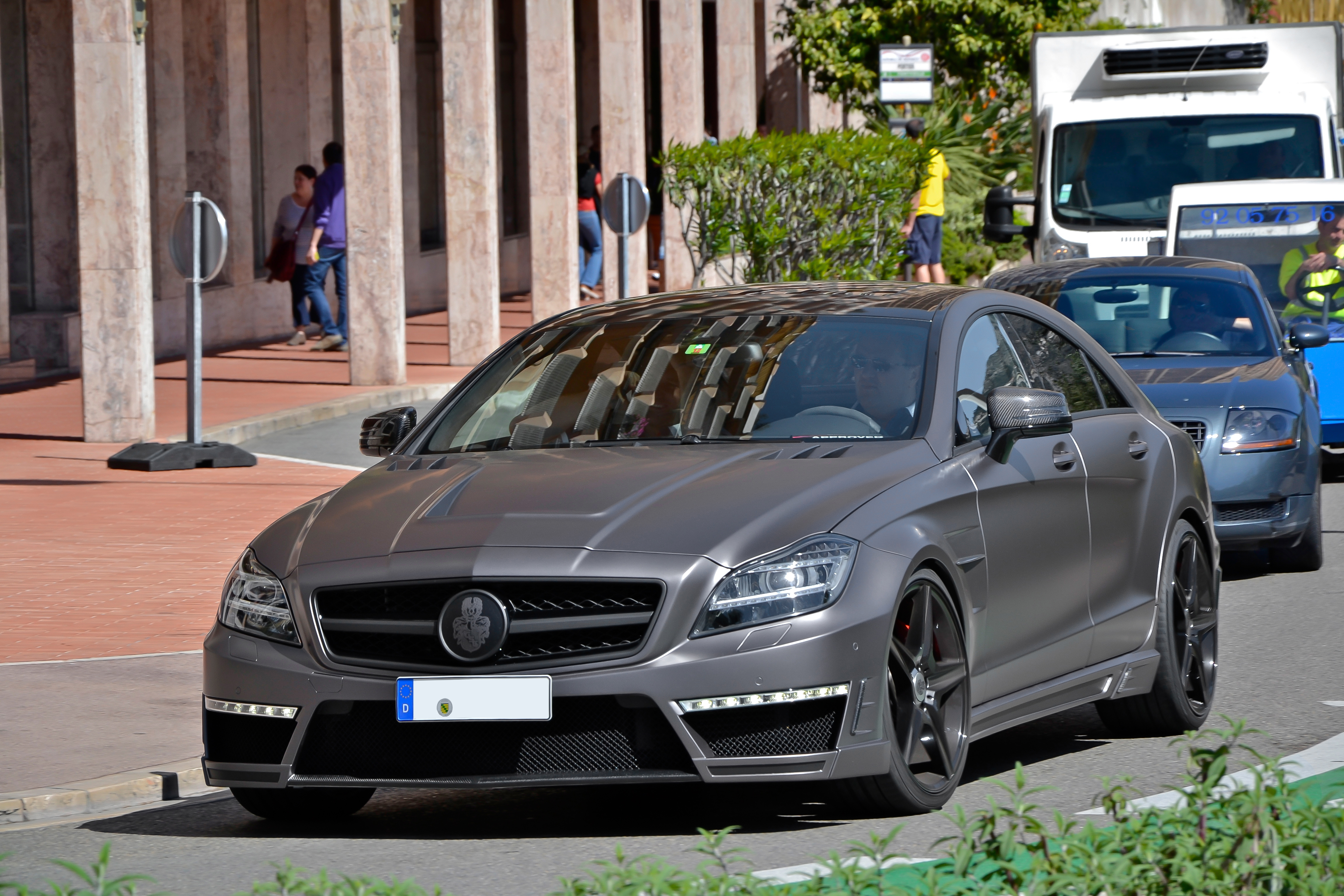
نمایی از نسخهٔ «استیلس» نسل دوم سی‌ال‌اس۶۳

در سال ۲۰۱۳، شرکت ژرمن اسپشل کاستومز یک نسخهٔ سفارشی از نسل دوم سی‌ال‌اس۶۳ را با نام نسخهٔ «استیلس» ، به‌معنای «پنهان‌کار»، عرضه کرد. در این مدل، توان موتور به ۷۵۰ اسب بخار (۵۶۰ کیلووات) رسیده و شتاب ۰–۱۰۰ آن، ۳٫۷ ثانیه بود. گشتاور این مدل، برابر ۸۴۸ نیوتن متر (۶۲۵ پوند نیرو-فوت) بود. حداکثر سرعت در این مدل، به ۳۵۰ کیلومتر بر ساعت (۲۲۰ مایل بر ساعت) می‌رسید. علاوه بر این، اگزوز خودرو بزرگ‌تر شده و رینگ‌های آن هم به اندازهٔ ۲۰ اینچ رسیده‌بود. دیگر مشخصات این مدل، تغییری نسبت به خودروی اصلی نداشتند.

#### نسخهٔ برابوس

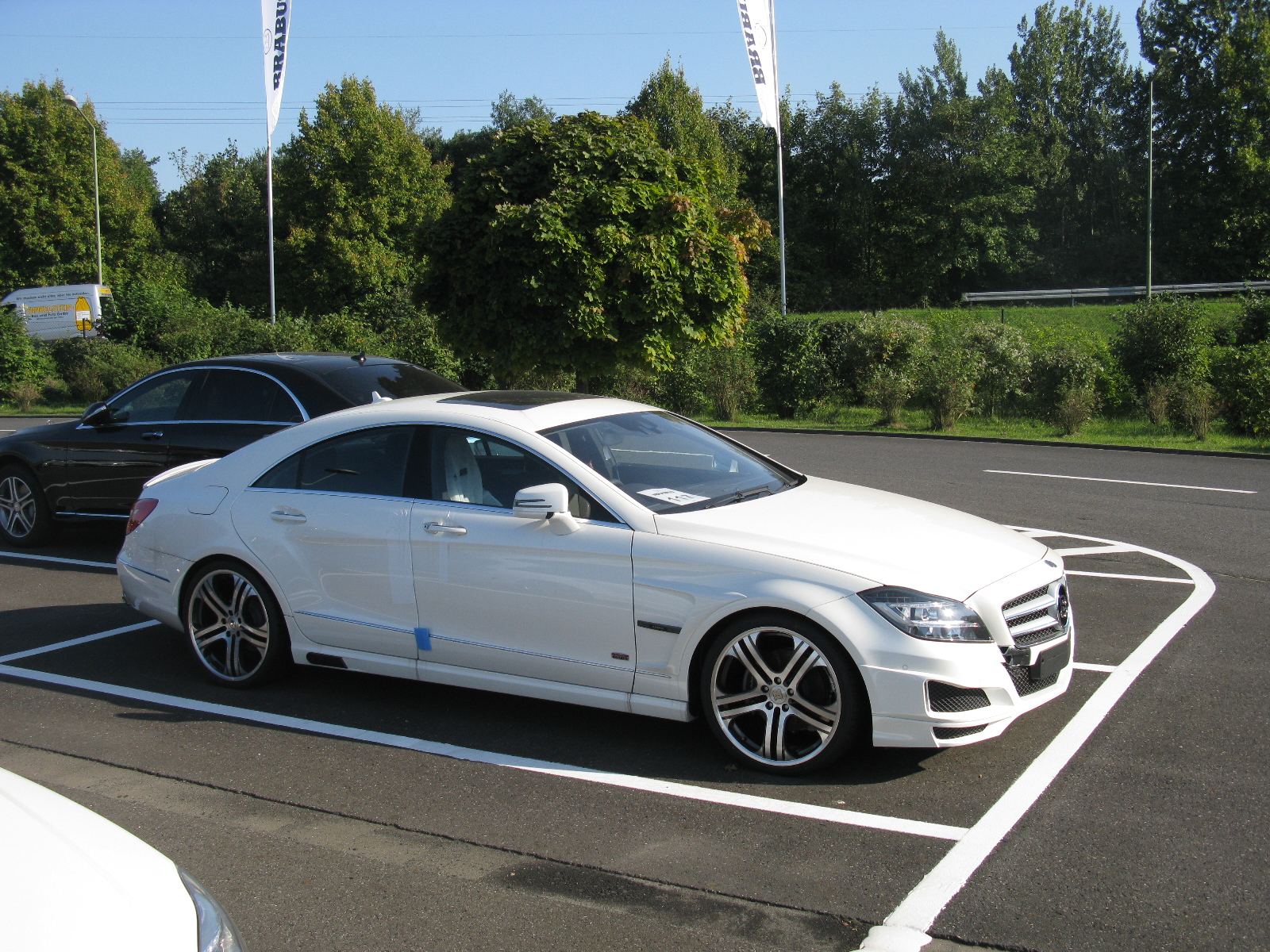
نمایی از نسخهٔ «برابوس» نسل دوم سی‌ال‌اس۶۳

در سال ۲۰۱۳ و در نمایشگاه خودرو ژنو، دو مدل سفارشی‌شده از نسل دوم خودرو و نسخهٔ شوتینگ بریک آن با نام برابوس بی۶۳اس - ۷۳۰ رونمایی شد. توان این مدل‌ها، ۷۳۰ اسب بخار (۵۴۰ کیلووات) بود و گشتاورشان به ۱٬۰۶۵ نیوتن متر (۷۸۶ پوند نیرو-فوت) می‌رسید. بیشینهٔ سرعت فنی این مدل‌ها، ۳۵۰ کیلومتر بر ساعت (۲۲۰ مایل بر ساعت) بود و در ۳٫۸ ثانیه، به سرعت ۱۰۰ کیلومتر بر ساعت، و در ۱۰٫۸ ثانیه به ۲۰۰ کیلومتر بر ساعت می‌رسیدند. برای خنک‌سازی خودرو، سامانهٔ ویژهٔ برابوس با نام «سامانهٔ بازتاب حرارت طلایی برابوس» روی این مدل نصب شده بود. از لحاظ ظاهری، نشان برابوس جای نشان مرسدس-بنز را گرفته بود و رینگ‌های ویژهٔ برابوس، جایگزین رینگ‌های پیش‌فرض شده بودند و در دو اندازهٔ ۱۹ و ۲۰ اینچ عرضه می‌شدند. برای داخل خودرو هم یک نمونه پوشش ویژه برابوس در دسترس بود. این مدل، از جعبه‌دندهٔ اسپیدشیفت پلاس ۷جی-ترانیک استفاده می‌کرد.

## سی‌ال‌اس۶۳ شوتینگ بریک

### نسل اول (۲۰۱۲–۲۰۱۵)
در اواخر سال ۲۰۱۲، یک نسخهٔ شوتینگ بریک از سی‌ال‌اس۶۳ عرضه شد. این خودرو، نوعی استیشن واگن چهار در بود. ظاهر این خودرو مشابه نسل دوم سی‌ال‌اس۶۳ بود.
سی‌ال‌اس۶۳ شوتینگ بریک، در سه نسخهٔ متفاوت عرضه شد. مشخصات فنی یکی از نمونه‌ها، تغییری نکرده‌بود. وزن خودرو، ۱٬۸۵۵ کیلوگرم (۴٬۰۹۰ پوند) بود و بیشینهٔ سرعت ۲۵۰ کیلومتر بر ساعت (۱۶۰ مایل بر ساعت) داشت. شتاب ۰–۱۰۰ خودرو، حدود ۴٫۳ ثانیه بود. مشخصات فنی موتور، تغییری نداشت و قدرت آن همان ۵۲۵ اسب بخار (۳۹۱ کیلووات)، و گشتاورش ۷۰۰ نیوتن متر (۵۲۰ پوند نیرو-فوت) بود. ظرفیت موتور هشت‌سیلندر خودرو هم، مشابه نمونهٔ اصلی، ۵٬۴۶۱ سانتی‌متر مکعب (۵٫۴۶۱ لیتر) بود. این نسخه هم به همان ویژگی‌های ایمنی موجود در نسخهٔ اصلی مجهز بود. طول این خودرو ۴٬۹۵۶ میلیمتر (۴٫۹۵۶ متر)، عرض آن ۱٬۸۸۱ میلیمتر (۱٫۸۸۱ متر) و ارتفاعش ۱٬۴۱۳ میلیمتر (۱٫۴۱۳ متر) بود. این خودرو هم از استاندارد یورو ۵ بهره می‌برد. نمونهٔ دوم، ۱٬۹۵۵ کیلوگرم (۴٬۳۱۰ پوند) وزن داشت و بیشینهٔ سرعت آن، تغییری نکرده بود. این خودرو می‌توانست در ۴٫۳ ثانیه به سرعت ۱۰۰ کیلومتر بر ساعت برسد. به جز ارتفاع، که به ۱٬۴۱۶ میلیمتر (۱٫۴۱۶ متر) رسیده بود، دیگر مشخصات ظاهری بدنه تغییری نکرده بودند. این مدل، دارای استاندارد یورو ۶ بود. توان این خودرو برابر ۵۵۷ اسب بخار (۴۱۵ کیلووات) و گشتاورش ۷۲۰ نیوتن متر (۵۳۰ پوند نیرو-فوت) بود و ظرفیت موتور آن تغییری نکرده بود. از نوع دوم، یک نمونهٔ فورماتیک با مشخصات فنی مشابه ساخته شده بود. آخرین نمونه، که با پسوند «اس» هم شناخته می‌شود، یک خودروی فورماتیک با وزن ۱٬۷۷۰ کیلوگرم (۳٬۹۰۰ پوند)، توان ۵۸۵ اسب بخار (۴۳۶ کیلووات) و گشتاور ۸۰۰ نیوتن متر (۵۹۰ پوند نیرو-فوت) بود. طول، عرض و ارتفاع این نسخه، با نمونهٔ دوم یکسان بود. با وجود یکی بودن بیشینهٔ سرعت تمام مدل‌ها، این مدل در ۳٫۷ ثانیه به سرعت ۱۰۰ کیلومتر بر ثانیه می‌رسید. بدنهٔ این خودرو هم از آلومینیوم و با روش کشش عمیق ساخته شده‌بود.
پنج رنگ برای کابین داخلی این مدل در دسترس بود. علاوه بر این، خریداران می‌توانستند از بین سه چرم با کیفیت‌های متفاوت و سه نوع چوب، یکی را برای کابین داخلی خودرو انتخاب کنند. این نسخه همچنین یک طراحی اختصاصی از جنس فیبر کربن آام‌گ را به خریداران ارائه می‌داد.

#### فیس‌لیفت (۲۰۱۵–۲۰۱۸)

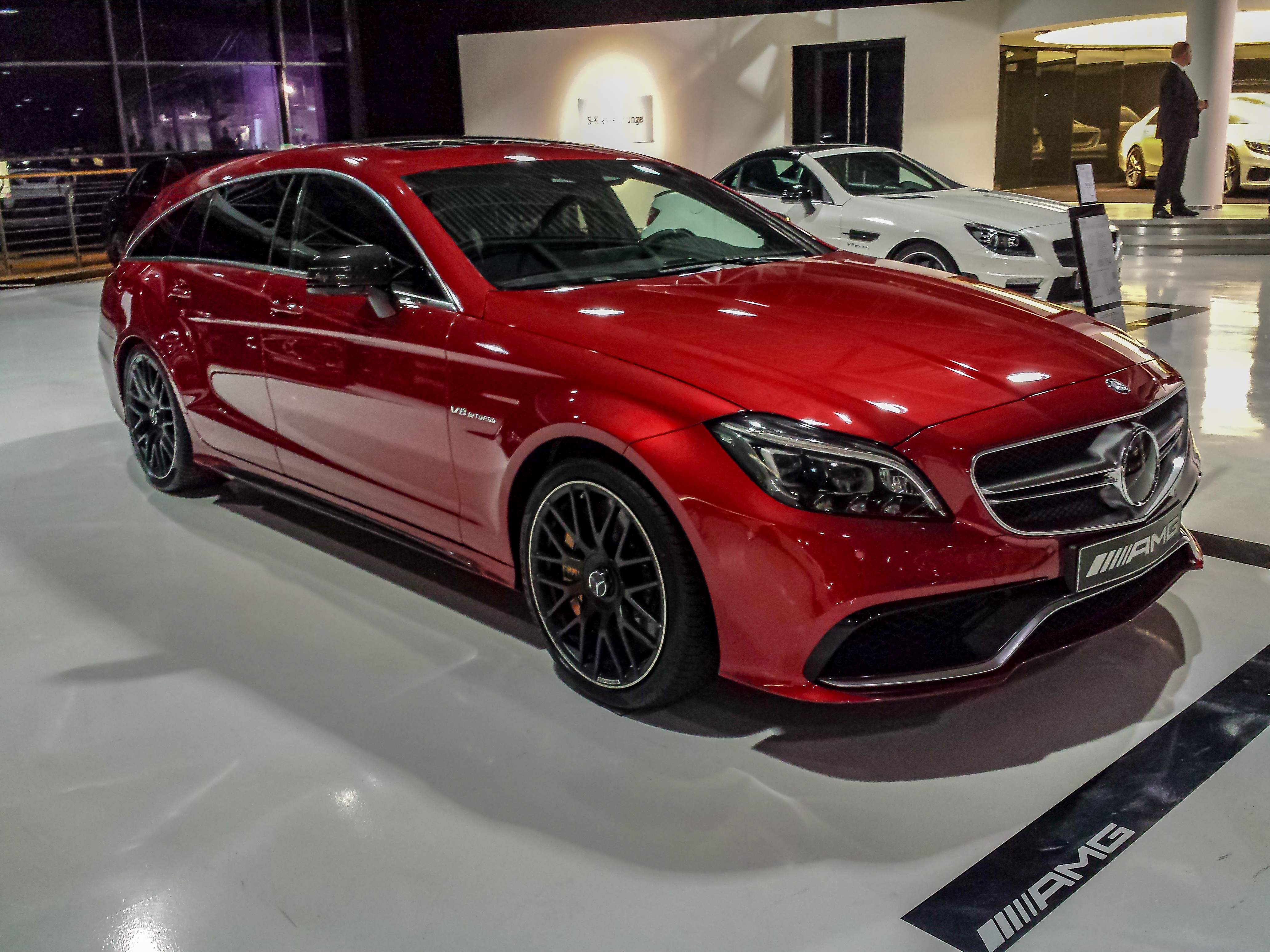
فیس لیفت نسل اول مرسدس-بنز سی‌ال‌اس۶۳ شوتینگ بریک

در سال ۲۰۱۵، و همزمان با عرضهٔ فیس‌لیفت نسل دوم سری سی‌ال‌اس، نسل دوم سی‌ال‌اس شوتینگ بریک هم عرضه شد. در مجموع، تغییرات ظاهری زیادی روی این نسل انجام نشده بود. سپر تازه‌ای روی این مدل نصب شده و جلوپنجرهٔ آن هم مطابق دیگر فیس‌لیفت‌های سال ۲۰۱۵ مرسدس-آام‌گ، تغییر کرده بود. چراغ‌های این خودرو هم دستخوش تغییر شده و با استفاده از یک دوربین، وضعیت جاده را تشخیص داده و نوردهی چراغ را تنظیم می‌کردند. در بخش پشتی خودرو، تغییرات جزئی، مثل تیره‌تر شدن جزئی روکش چراغ‌ها، به چشم می‌خورد. در بخش داخلی خودرو، یک صفحهٔ هشت‌اینچی در این مدل تعبیه شده و چینش کلیدهای پنل میانی خودرو برای افزایش کارایی، تغییر یافته بود. در مجموع، پنج رنگ برای داخل خودرو در دسترس بود.
دو مدل معمولی و اس برای این فیس‌لیفت عرضه شد. مدل معمولی، توان ۵۵۷ اسب بخار (۴۱۵ کیلووات) داشت و گشتاور آن هم ۷۲۰ نیوتن متر (۵۳۰ پوند نیرو-فوت) بود. ظرفیت موتور، مشابه نمونهٔ سال ۲۰۱۲، ۵٬۴۶۱ سانتی‌متر مکعب (۵٫۵ لیتر) بود و بیشینهٔ سرعتش هم ۲۵۰ کیلومتر بر ساعت (۱۶۰ مایل بر ساعت) باقی مانده بود. همانند نسخهٔ سال ۲۰۱۲، این مدل هم در حدود ۴٫۳ ثانیه به سرعت صد کیلومتر بر ساعت دست می‌یافت. طول این خودرو برابر ۴٬۹۵۶ میلیمتر (۴٫۹۵۶ متر)، عرض آن ۱٬۸۸۱ میلیمتر (۱٫۸۸۱ متر) و ارتفاعش ۱٬۴۱۹ میلیمتر (۱٫۴۱۹ متر) بود و وزنی برابر ۱٬۸۷۰ کیلوگرم (۴٬۱۲۰ پوند) داشت. این مدل هم از استاندارد یورو ۶ بهره می‌برد. یک مدل فورماتیک هم با مشخصات مشابهی عرضه شد. مشابه خودروی سال ۲۰۱۲، یک مدل «اس» با بهره‌وری از فورماتیک هم برای این فیس‌لیفت عرضه شد. این مدل، توان ۵۸۵ اسب بخار (۴۳۶ کیلووات) و گشتاور ۸۰۰ نیوتن متر (۵۹۰ پوند نیرو-فوت) داشت و با وجود یکسان ماندن بیشینهٔ سرعت، در ۳٫۷ ثانیه به سرعت صد کیلومتر بر ساعت می‌رسید. به جز طول خودرو، که در این مدل به ۴٬۹۵۳ میلیمتر (۴٫۹۵۳ متر) رسیده بود، و وزن آن، که به ۲٬۰۲۵ کیلوگرم (۴٬۴۶۴ پوند) افزایش یافته بود، دیگر مشخصات ظاهری خودرو تغییری نکرده بود. حجم موتور هم ثابت مانده بود.

#### نسخهٔ برابوس
در سال ۲۰۱۳ و در نمایشگاه خودرو ژنو، دو مدل سفارشی‌شده از نسل دوم خودرو و نسخهٔ شوتینگ بریک آن با نام برابوس بی۶۳اس - ۷۳۰ رونمایی شد. توان این مدل‌ها، ۷۳۰ اسب بخار (۵۴۰ کیلووات) بود و گشتاورشان به ۱٬۰۶۵ نیوتن متر (۷۸۶ پوند نیرو-فوت) می‌رسید. بیشینهٔ سرعت فنی این مدل‌ها، ۳۵۰ کیلومتر بر ساعت (۲۲۰ مایل بر ساعت) بود و در ۳٫۸ ثانیه، به سرعت ۱۰۰ کیلومتر بر ساعت، و در ۱۰٫۸ ثانیه به ۲۰۰ کیلومتر بر ساعت می‌رسیدند. با این وجود، به دلیل محدودیت چرخ‌ها، سرعت مدل شوتینگ بریک به ۳۰۰ کیلومتر بر ساعت (۱۹۰ مایل بر ساعت) محدود شده بود. برای خنک‌سازی خودرو، سامانهٔ ویژهٔ برابوس با نام «سامانهٔ بازتاب حرارت طلایی برابوس» روی این مدل نصب شده بود. از لحاظ ظاهری، نشان برابوس جای نشان مرسدس-بنز را گرفته بود و رینگ‌های ویژهٔ برابوس، جایگزین رینگ‌های پیش‌فرض شده بودند و در دو اندازهٔ ۱۹ و ۲۰ اینچ عرضه می‌شدند. برای داخل خودرو هم یک نمونه پوشش ویژه برابوس در دسترس بود. این مدل، از جعبه‌دندهٔ اسپیدشیفت پلاس ۷جی-ترانیک استفاده می‌کرد.

## جایگزینی با سی‌ال‌اس۵۳

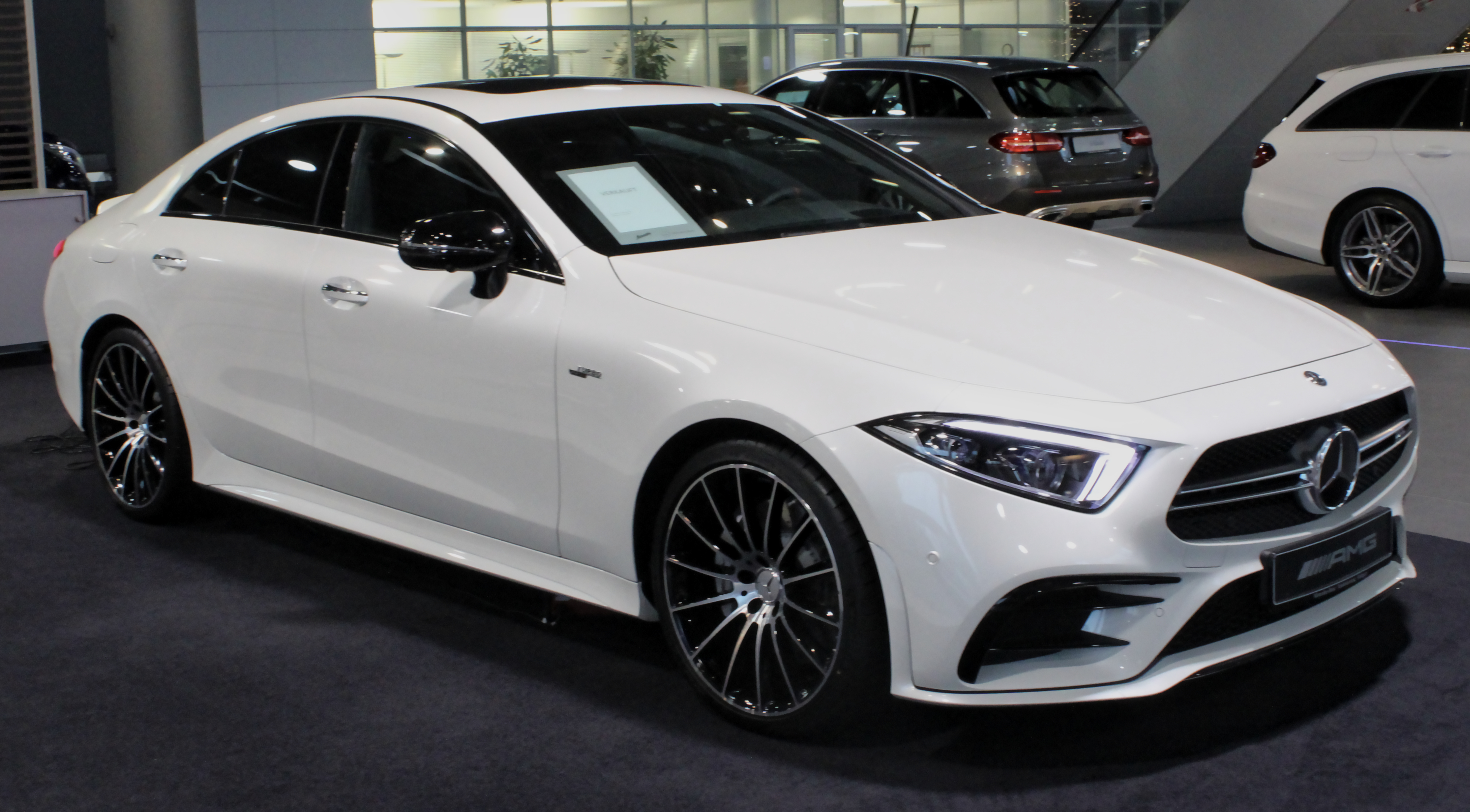
مرسدس-بنز سی‌ال‌اس۵۳ مدل ۲۰۱۹

در سال ۲۰۱۹ و در زمان عرضهٔ نسل بعدی سری سی‌ال‌اس مرسدس-آام‌گ، سی‌ال‌اس۵۳ جایگزین سی‌ال‌اس۶۳ شد. در این نسل، ظاهر خودرو دچار تغییرات اساسی شده بود و از میزان عضلانی‌بودن آن کاسته شده بود. چراغ‌های خودرو، در جلو و عقب، باریک‌تر شده و جلوپنجرهٔ خودرو هم تغییرشکل یافته بود. این خودرو هم به‌طور پیش‌فرض با رینگهایی از جنس آلیاژ سبک آلومینیوم در اندازهٔ ۱۹ اینچ (۴۸ سانتیمتر) ساخته شده بود که به درخواست خریدار، به اندازهٔ ۲۰ اینچ (۵۱ سانتیمتر) هم می‌رسید. در داخل خودرو هم یک صفحه نمایش ۱۲٫۳ اینچ (۳۱ سانتیمتر) قرار داده شده بود. محیط و کنترل‌های داخلی خودرو، کاملاً دیجیتالی شده و امکاناتی همچون گرمایش و تهویهٔ صندلی در خودرو قرار داده شده بود. به‌دلیل دیجیتالی شدن، این امکانات از طریق دستورهای صوتی قابل کنترل بودند.
این خودرو، فقط در یک مدل فورماتیک+ در دسترس بود. مشخصات فنی خودرو، نسبت به سی‌ال‌اس۶۳ کاهش داشتند. توان موتور آن، ۴۳۵ اسب بخار (۳۲۴ کیلووات) و گشتاورش، ۵۲۰ نیوتن متر (۳۸۰ پوند نیرو-فوت) بود. حجم موتور شش‌سیلندر این مدل، ۲٬۹۸۷ سانتی‌متر مکعب (۳٫۰ لیتر) بود و از یک جعبه‌دندهٔ خودکار ۹ سرعته بهره می‌برد. این مدل از استاندارد یورو ۶ دی بهره‌مند بود. بیشینهٔ سرعت خودرو، ۲۵۰ کیلومتر بر ساعت (۱۶۰ مایل بر ساعت) بود و می‌توانست در ۴٫۵ ثانیه به سرعت ۱۰۰ کیلومتر بر ساعت برسد. ظرفیت باک این مدل هم ۶۶ لیتر بود. طول خودرو برابر ۴٬۹۸۸ میلیمتر (۵٫۰ متر)، عرض آن ۱٬۸۹۰ میلیمتر (۱٫۹ متر) و ارتفاعش ۱٬۴۳۵ میلیمتر (۱٫۴ متر) بود و وزنش هم به ۱٬۹۸۰ کیلوگرم (۴٬۳۷۰ پوند) می‌رسید.

## فروش
در سال ۲۰۰۴، فروش سری سی‌ال‌اس برابر ۵٬۵۴۳ نسخه در اروپا بود. در سال ۲۰۰۵، فروش اروپا برابر ۲۰٬۱۴۷ دستگاه و فروش آمریکا برابر ۱۴٬۸۳۵ دستگاه خودرو از این سری بود. فروش سری سی‌ال‌اس و ئی مرسدس-بنز در سال ۲۰۰۶ نسبت به سال قبل از آن، ۸٪ کاهش داشت و این کاهش در بازار رقابتی آن زمان، تهدیدی برای این شرکت بود. با فروش ۲۴۳٬۰۰۰ خودرو، این دو سری مجموعاً ۲۰٪ از فروش سال ۲۰۰۶ مرسدس-بنز را تشکیل می‌دادند. در سال ۲۰۰۷ و یک سال پیش از عرضهٔ فیس‌لیفت سری سی‌ال‌اس، این دو سری مجموعاً ۲۳۱٬۰۰۰ خودرو فروختند؛ این میزان با کاهشی پنج درصدی نسبت به سال قبل همراه بود و سهم این دو سری را از فروش سالانهٔ مرسدس-بنز به ۱۸٪ رساند. با وجود کاهش فروش این دو سری، که محصولات مرسدس-بنز در بخش خودروهای لوکس اندازه بزرگ را تشکیل می‌دهند، گزارش دایملر در سال ۲۰۰۷ نشان می‌داد که این شرکت از عملکرد محصولاتش در این بازار راضی بوده‌است.
فروش سری سی‌ال‌اس و ئی در سال ابتدایی عرضهٔ فیس‌لیفت نسل اول، یک بار دیگر افت کرد و به فروشی ۱۷۲٬۹۰۰ واحدی در سال ۲۰۰۸ رسید. این میزان، کاهش ۲۵٪ نسبت به سال قبل را نشان می‌داد و سهم فروش این دو سری از محصولات مرسدس-بنز هم به ۱۴٪ رسید. به اذعان دایملر، موکول‌شدن عرضهٔ نسل بعد سری ئی به بهار ۲۰۰۹، دلیل این کاهش بود. در سال ۲۰۰۹، و در هنگامی که دایملر با بحران مواجه بود و سیاست‌هایی برای خروج از آن تصویب کرده‌بود، فروش این دو سری با افزایش ۲۳٪ همراه شد و به ۲۱۲٬۱۰۰ نسخه رسید؛ این میزان برابر ۲۰٪ از فروش سالانهٔ مرسدس-بنز در این سال بود. در سال ۲۰۱۰، مرسدس-بنز نسل بعدی سری سی‌ال‌اس را در نمایشگاه خودروی پاریس به نمایش گذاشت. در این سال، فروش سری ئی و سی‌ال‌اس نسبت به سال ۲۰۰۹ رشدی ۵۶٪ داشت و مجموع فروش این دو سری به ۳۳۱٬۰۰۰ خودرو رسید؛ این میزان فروش برابر ۲۶٪ از مجموع فروش مرسدس-بنز بود.
در سال ۲۰۱۱، سری سی‌ال‌اس و ئی، از لحاظ فروش، بیشترین فروش در نوع خودشان را در جهان داشتند. فروش این دو نسل در این سال با ۳۴۰٬۰۰۰ خودرو، نسبت به سال ۲۰۱۰ رشدی ۳٪ داشت و ۲۵٪ از فروش سالانهٔ مرسدس-بنز در ۲۰۱۱ را تشکیل می‌داد. نمونهٔ شوتینگ بریک خودرو در سال ۲۰۱۲ عرضه شد. در این سال، ۳۱۳٬۶۰۰ نسخه از سری سی‌ال‌اس و ئی فروش رفت که نسبت به سال ۲۰۱۱ با کاهش ۸٪ همراه شده‌بود و ۲۲٪ از فروش ۲۰۱۲ مرسدس-بنز را تشکیل می‌داد. با وجود عدم پیشگامی سری ئی در فروش بازار جهانی، سری سی‌ال‌اس همچنان در نوع خود بیشترین فروش جهانی را داشت. در سال ۲۰۱۳، سی‌ال‌اس شوتینگ بریک پرفروش‌ترین خودرو در دستهٔ استیشن واگن/سدان در جهان شد و فروش سی‌ال‌اس و ئی هم افزایشی ۶٪ داشت و به ۳۳۲٬۳۰۰ نسخه رسید که ۲۱٪ از فروش سالانهٔ شرکت را تشکیل می‌داد. در سال ۲۰۱۴ و اندکی پیش از عرضهٔ فیس‌لیفت این نسل، مجموع فروش دو سری سی‌ال‌اس و ئی به ۳۲۹٬۰۰۰ واحد کاهش یافت که کاهش ۱٪ را نشان می‌داد. این میزان، برابر ۱۹٪ از فروش سال ۲۰۱۴ مرسدس-بنز بود.
در گزارش‌های فروش از سال ۲۰۱۲، مرسدس-بنز چندین بار روی نقش این مدل در فروش سری تأکید کرد. در سال ۲۰۱۳، سی‌ال‌اس شوتینگ بریک پرفروش‌ترین خودرو در دستهٔ استیشن واگن/سدان در جهان شد و فروش سی‌ال‌اس و ئی هم افزایشی ۶٪ داشت و به ۳۳۲٬۳۰۰ نسخه رسید که ۲۱٪ از فروش سالانهٔ شرکت را تشکیل می‌داد.
در سال ۲۰۱۴، سری سی‌ال‌اس فروشی برابر ۱۰٬۲۸۹ دستگاه در اروپا و ۶٬۹۸۱ دستگاه در آمریکا داشت. این میزان در سال ۲۰۱۵ برای اروپا به ۱۲٬۶۰۰ دستگاه و برای آمریکا به ۶٬۱۵۲ دستگاه می‌رسید. در ۲۰۱۶، فروش سری در اروپا و آمریکا کاهش داشت و به‌ترتیب به ۷٬۸۰۳ و ۴٬۱۵۶ دستگاه رسید. در ۲۰۱۷، افت فروش در این دو ناحیه ادامه یافت و در اروپا به ۵٬۱۱۶ دستگاه و در آمریکا به ۱٬۸۳۹ دستگاه رسید. در سال ۲۰۱۸، فروش سری در اروپا افزایش یافته و به ۹٬۱۱۳ دستگاه رسید؛ اما فروش در آمریکا با افت مجدد روبه‌رو شده و به ۹۴۳ دستگاه رسید.